# ئی‌ام‌دی جی‌پی۵۹
ئی‌ام‌دی جی‌پی۵۹ (انگلیسی: EMD GP59) یک لوکوموتیو دیزلی ساخت شرکت جنرال موتورز الکترو-موتیو دیویژن است.
این لوکوموتیو که مابین سال‌های ۱۹۸۵ تا ۱۹۸۹ تولید شده دارای ۱۲ سیلندر و ۳۰۰۰ اسب بخار توان خروجی بوده است.